# Nabarangpur (Distrikt)
Der Distrikt Nabarangpur (auch Nabarangapur, Nowrangapur, Nowrangpur, Oriya ନବରଙ୍ଗପୁର ଜିଲ୍ଲା Nabaraṅgapura Jillā) ist ein Distrikt im ostindischen Bundesstaat Odisha.
Der Distrikt liegt im Südwesten von Odisha. Verwaltungssitz ist die namensgebende Stadt Nabarangpur. Die Fläche beträgt 5291 km².
Die Bevölkerungsdichte liegt bei 231 Einwohner/km².
Der Distrikt Nabarangpur entstand am 2. Oktober 1992, als er vom damaligen Distrikt Koraput abgetrennt wurde.

## Bevölkerung
Im Distrikt lebten im Jahr 2011 1.220.946 Einwohner. Das Geschlechterverhältnis betrug 1019 Frauen auf 1000 Männer. Die Alphabetisierungsrate lag bei 46,43 % (57,31 % bei Männern, 35,80 % bei Frauen).
Der überwiegende Teil der Bevölkerung ist hinduistisch (96,48 %), 2,63 % sind Christen.

## Verwaltungsgliederung
Der Distrikt besteht aus der Sub-Division Nabarangpur.
Zur Dezentralisierung der Verwaltung ist der Distrikt in 10 Blöcke unterteilt:
- Chandahandi
- Dabugam
- Jharigam
- Kosagumuda
- Nabarangpur
- Nandahandi
- Papadahandi
- Raighar
- Tentulikhunti
- Umerkote

Des Weiteren gibt es 10 Tahasils:
- Chandahandi
- Dabugam
- Jharigam
- Kosagumuda
- Nabarangpur
- Nandahandi
- Papadahandi
- Raighar
- Tentulikhunti
- Umerkote

Im Distrikt befinden sich folgende ULBs: die beiden Municipalities Nabarangpur und Umerkote.
Außerdem sind 169 Gram Panchayats im Distrikt vorhanden.